# Армяно-турецкая граница
Армяно-турецкая граница (арм. Հայաստան–Թուրքիա սահման; тур. Ermenistan–Türkiye sınırı) — государственная граница между Арменией и Турцией общей длиной 328 км от тройного пограничного стыка с границей Грузии на севере и до стыка на границе с Азербайджаном на юге.
Сухопутный участок границы закрыт с 3 апреля 1993 года. С 2020 года идут процессы в сторону открытия границ. 11 февраля 2023 года граница была временно открыта впервые за 35 лет для доставки гуманитарной помощи из Армении пострадавшим от сильного землетрясения в Турции и Сирии.
С 1992 года участок границы с армянской стороны охраняется силами Пограничной службы Федеральной службы безопасности Российской Федерации. В тоже время межгосударственные КПП с 2025 года перешли под контроль сотрудников Пограничных сил Республики Армения. 

## Описание
Граница начинается на севере в точке пересечения границ с Грузией к западу от озера Арпилич и идёт на юг по ряду неровных линий через Армянское нагорье. Достигнув реки Ахурян, она следует на юг до слияния с рекой Аракс, а затем следует по течению Араса на восток и юго-восток до точки пересечения с Нахичеванской Автономной Республикой Азербайджана. 
По данным за 2013 год, на линии разграничения с турецкой стороны на площади 1,09 млн м 2 Вооружёнными силами Турции с 1955 по 1984 годы установлено 20 434 мины.
Руины древней столицы Армении Ани находятся в турецком иле Карс прямо у границы.

## История
В XIX веке Закавказье находилось в состоянии противостояния между ослабевающей Османской империей, Каджарского Ирана и Российской империи, которая продвигалась на юг. В 1828 году по Туркманчайскому мирному договору, завершившему Русско-персидскую войну (1826—1828), Российская империя получила большую часть кавказских земель Персии, включая всю территорию современной Армении (так называемую Восточную Армению), затем началась война против Османской империи. И по Адрианопольскому договору 1829 года, завершившему русско-турецкую войну 1828—1829 годов, Российская империя получила большую часть современной Грузии, османы признали российский суверенитет над Восточной Арменией.
По Сан-Стефанскому мирному договору, завершившему русско-турецкую войну (1877-1878), Российская империя получила значительные территории на территории современной восточной Турции (так называемая Западная Армения), расширив османско-российскую границу на юго-запад. Батуми, Карс и Ардахан были подтверждены Берлинским договором (1878), но Россия была вынуждена вернуть часть территории у Догубаязита и Элешкирта.
Во время Первой мировой войны Российская империя вторглась в восточные области Османской империи. В хаосе после Октябрьской революции 1917 года новое коммунистическое правительство поспешило прекратить своё участие в войне и подписало Брест-Литовский мирный договор с Германской империей и Османской империей в 1918 году. По этому договору Россия вернула территории, полученные по Сан-Стефанскому и Берлинскому договорам.
Стремясь к независимости от обеих империй, народы Южного Кавказа в 1918 году провозгласили Закавказскую Демократическую Федеративную Республику и начали мирные переговоры с османами. Однако внутренние разногласия привели к тому, что в мае 1918 года Грузинская демократическая республика вышла из состава федерации, а вскоре за ней последовали Армения и Азербайджан. Тем временем, на фоне продолжающейся Первой мировой войны османы продвинулись дальше на Кавказ и быстро закрепились там, три новые республики были вынуждены подписать Батумский договор 4 июня 1918 года, по которому они признали границы, существовавшие до 1878 года. В хаосе непрекращающихся войн в регионе происходили убийства, депортация и переселение армян, в результате этого большое количество армянских беженцев покинуло Западную Армению и пополнило армянскую диаспору по всему миру.
После того как Османская империя потерпела поражение в Европе и на Аравийском полуострове, союзные державы Антанты планировали разделить её по Севрскому мирному договору 1920 года. Договор признавал независимость Грузинской демократической республики и Первой Республики Армения, предоставляя им обширные земли в восточной части Турции (в случае Армении это была «Вильсоновская Армения», в честь президента США Вудро Вильсона), а расширенная граница между Арменией и Грузией должна была быть определена позднее. Турецкие националисты в лице Правительства Великого национального собрания были возмущены договором, что способствовало началу войны за независимость Турции; успех Турецкого национального движения в этом конфликте сделал Севрский договор неактуальным. Турецкие территориальные завоевания в Армении после поражения Первой Республики Армения в армяно-турецкой войне были закреплены Александропольским договором (1920).
В 1920 году Рабоче-крестьянская Красная армия вторглась в Азербайджан и Армению, положив конец независимости обеих стран, а вскоре после этого — и Грузии. 16 марта 1921 года между Турцией и РСФСР был подписан Московский договор «о дружбе и братстве», который устанавливал изменённую советско-турецкую границу. Однако на местах развернулись новые боевые действия, и переговоры зашли в тупик. Но затем положения договора были подтверждены Карсским договором в октябре 1921 года, который окончательно закрепил нынешнее положение границы между Арменией и Турцией. Граница была демаркирована на местности в марте 1925 — июле 1926 года совместной советско-турецкой комиссией. Независимость Турции была признана Лозаннским договором 1923 года.
Первоначально Армения вместе с Грузией и Азербайджаном была включена в состав Закавказской СФСР в составе СССР, а в 1936 году была выделена в Армянскую Советскую Социалистическую Республику. Граница по Карсскому договору сохранилась, несмотря на предъявление СССР территориальных претензий к Турции в 1945 году. Турция, поддерживаемая США и прочими странами НАТО, отказалась обсуждать этот вопрос, а СССР, стремясь улучшить отношения со своим южным соседом, снял этот вопрос в 1953 году после смерти Иосифа Сталина.
В период Холодной войны, с 1955 года, опасаясь возможного начала боевых действий, Турция начала устанавливать противопехотные мины вдоль границы. Опасаясь нападений на военные объекты со стороны Рабочей партии Курдистана, закладка противопехотных мин вблизи военных баз в приграничной полосе продолжалась вплоть до 1995 года. После подписания Оттавского договора с 2013 года начат процесс разминирования.
В результате распада Советского Союза в 1991 году Армения получила независимость и унаследовала свой участок границы между СССР и Турцией. С 1992 года участок границы с армянской стороны на основании договора между Российской Федерации и Республикой Армения о статусе Пограничных войск Российской Федерации, находящихся на территории Республики Армения, и условиях их функционирования от 30 сентября 1992 года начал охраняться силами Пограничной службы Федеральной службы безопасности Российской Федерации. 
Хотя Турция официально признала независимость Армении, отношения между двумя странами почти сразу же испортились, и граница была закрыта 3 апреля 1993 года: Турция выступала против территориальных претензий на Восточную Анатолию со стороны армянских националистов, выступающих за «Единую Армению» и включение Западной Армении в состав современной Республики Армения, а также против усилий Армении добиться всеобъемлющего международного признания геноцида армян. Турция также поддержала Азербайджан как своего близкого союзника в Первой карабахской войне и во всех последующих столкновениях в Карабахском конфликте. Основным же вопросом пограничных отношений по мнению Анкары стало признание Республикой Армения Александропольского договора, по которому была проведена общая граница, и Карсского договора, установившего её современное положение. В 2000-х годах отношения несколько разрядились, что привело к подписанию Цюрихских протоколов в 2009 году, в соответствии с которыми предполагалось, что граница может быть вновь открыта. Однако переговоры не увенчались успехом, и граница по-прежнему оставалась закрытой. 
После восстановление территориальной целостности Азербайджаном по итогу Второй карабахской войны 2020 года начались процессы по разблокировке экономических и транспортных связей в регионе. Летом 2022 года КПП «Маргара» на армяно-турецкой границе было капитально отремонтировано, а также было возобновлено авиасообщение между странами. 11 февраля 2023 года граница была временно открыта впервые за 35 лет для доставки гуманитарной помощи из Армении пострадавшим от сильного землетрясения в Турции и Сирии. В начале 2025 года пограничные силы Республики Армения заменили российских пограничников на КПП армяно-турецкой границы.

## Контрольно-пропускные пункты
К моменту независимости Армении на всей границе было три перехода: два для автомобильного движения и один для автомобильного и железнодорожного. Они были закрыты для пересечения физическими лицами с 3 апреля 1993 года.
Единственным сухопутным КПП был пограничный переход Алиджан. С 1953 по 1993 год действовал железнодорожный пограничный переход Акьяка. Последний грузовой поезд пересек турецко-армянскую границу 6 июля 1993 года, за несколько дней до полного закрытия границы Турцией. Правительства двух стран договорились обменять пустые вагоны (некоторые турецкие вагоны остались на армянской станции Ахурян, а некоторые армянские — на турецкой станции Догукапы), что и было сделано 11 июля. С тех пор ни один поезд границу не пересёк.
С 6 июля 1993 года по 1 января 1995 года Турция закрывала и воздушную границу, запрещая пересечение воздушными судами любой регистрации. 4 февраля 2022 года было возобновлено регулярное авиасообщение между Ереваном и Стамбулом. 6 января 2023 года турецкая сторона сообщила, что снят запрет на прямые регулярные авиаперевозки между двумя странами. 31 июля 2024 года российских пограничников, работающих на КПП аэропорта Звартноц с 1992 года, заменили сотрудники Пограничных сил Республики Армения.
В июле 2022 года Министерство иностранных дел Турции объявило, что в контексте общего потепления отношений две страны планируют вновь открыть границу «в кратчайшие сроки», хотя и только для граждан третьих сторон. Летом 2022 года КПП «Алиджан» было капитально отремонтировано и там стали служить российские пограничные войска. В феврале 2023 года это КПП открыли, чтобы обеспечить прохождение гуманитарной помощи из Армении в Турцию после разрушительного землетрясения в Турции и Сирии. Последний раз он использовался для доставки гуманитарной помощи после Спитакского землетрясения 1988 года на северо-западе Армянской ССР. В начале 2025 года пограничные силы Республики Армения заменили российских пограничников на КПП армяно-турецкой границы.
| КПП на турецкой стороне | Ил    | КПП на армянской стороне | Область     | Автотрасса в Турции | Автотрасса в Армении | Статус |
| ----------------------- | ----- | ------------------------ | ----------- | ------------------- | -------------------- | ------ |
| Акьяка                  | Карс  | Ахурик                   | Ширакская   |                     |                      | Закрыт |
| Алиджан                 | Ыгдыр | Маргара                  | Армавирская |                     |                      | Закрыт |

## Галерея
- Вид на основную вершину Арарата и границу у монастыря Хор Вирап со стороны Армении
- Пограничное ограждение у Ани
- Разрушенный средневековый мост через реку Ахурян
- Граница на реке Ахурян
- Пограничный забор вблизи села Анипемза Ширакской области Армении
- Граница в ущелье у Ани
- Граница у Маргары
- Контрольно-пропускной пункт на границе со стороны Армении
- Флаг Армении и крест на Армяно-Турецкой границе, село Анипемза
- Церковь св. Григория Просветителя, X век. Расположена на текущей границе Армении и Турции, село Айкадзор